# Geervliet

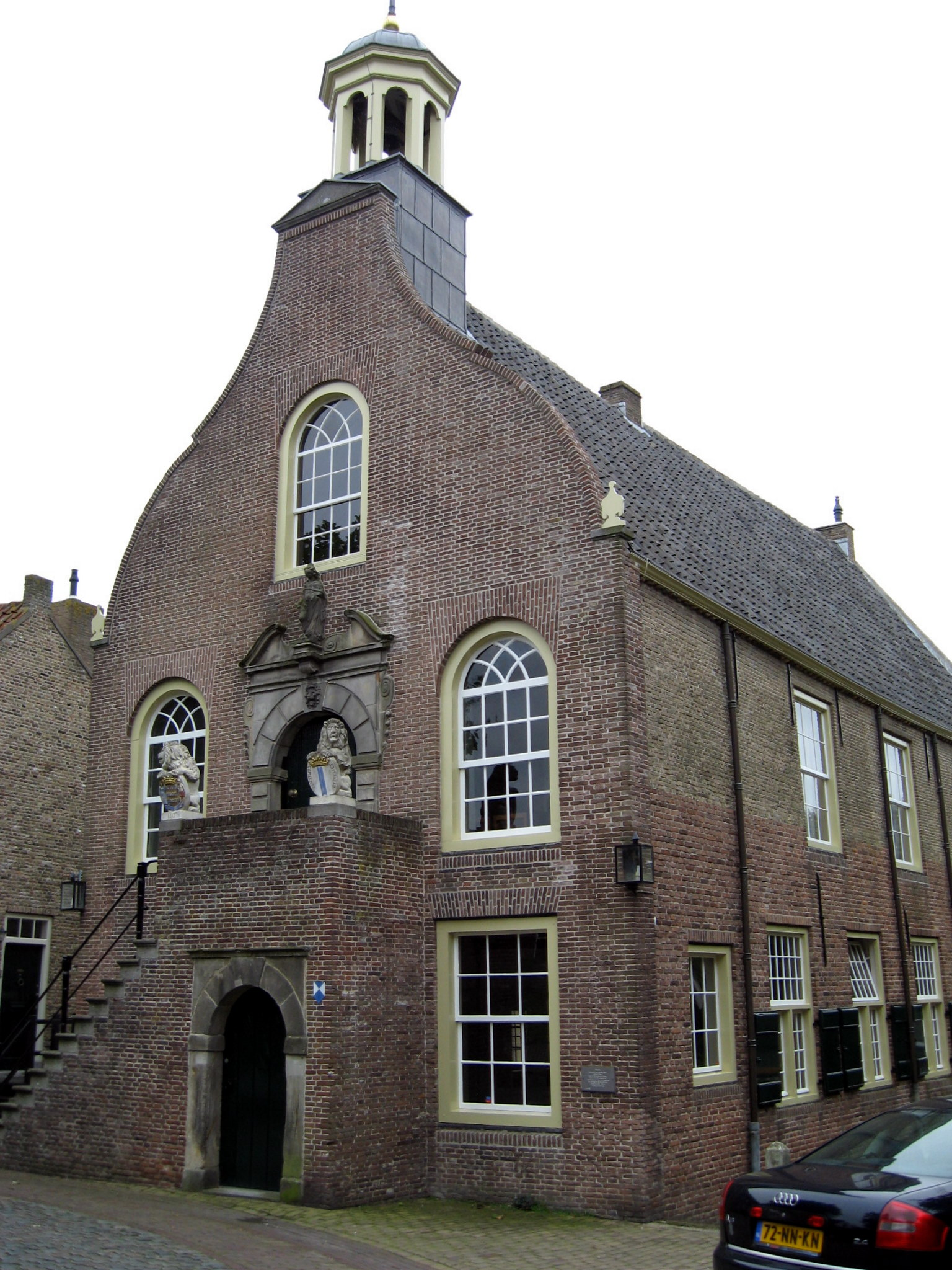
Stadhuis

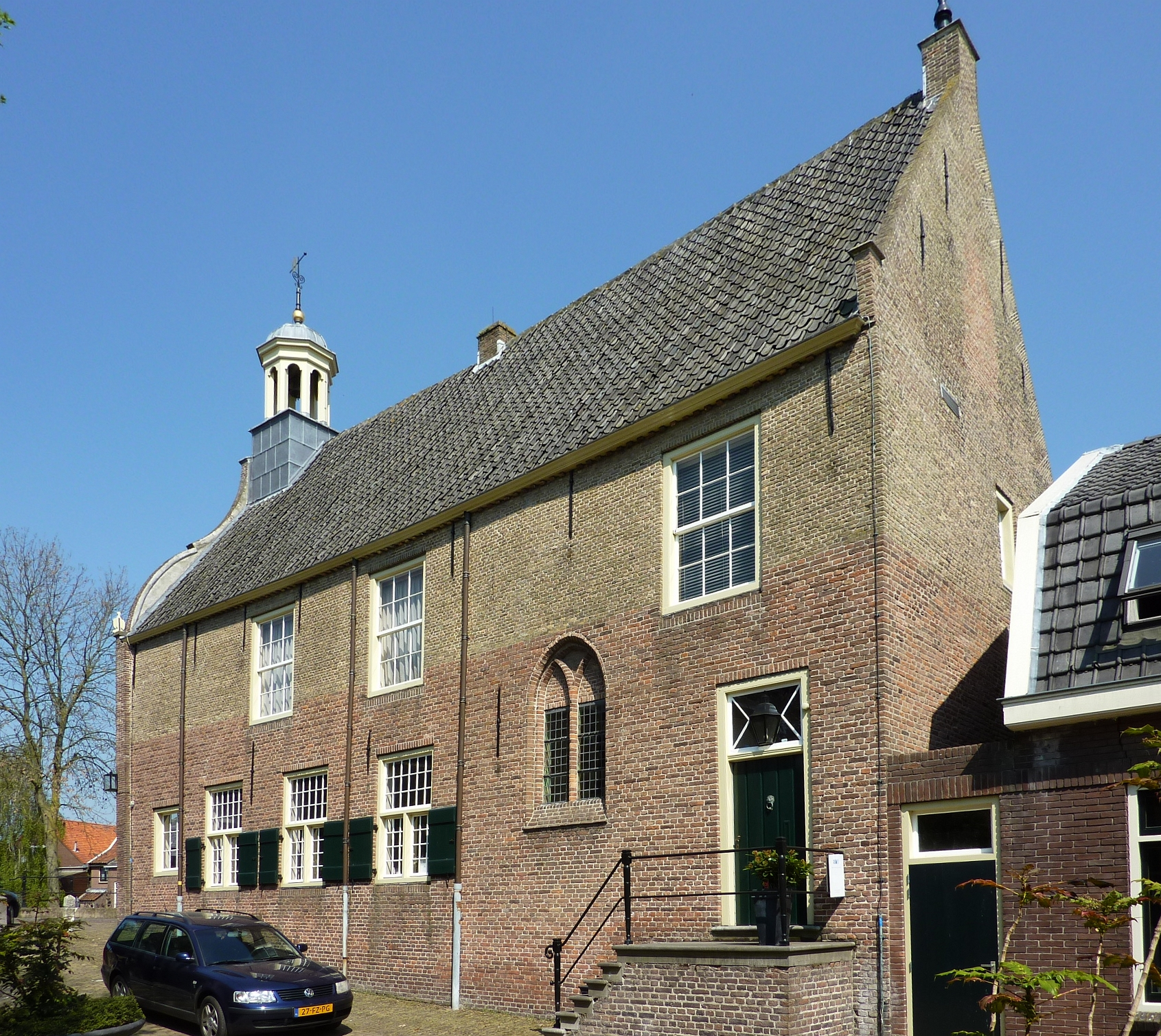
Gasthuiskapel

Geervliet is een stadje in de Nederlandse provincie Zuid-Holland, in de huidige gemeente Nissewaard ten zuiden van het Rotterdamse Botlekgebied, op het (voormalige) eiland Putten, tegenwoordig deel van Voorne-Putten. Het aantal inwoners bedraagt 1.630 (2023).
Geervliet was in het verleden een stad.

## Geschiedenis
De oudste vermelding van Geervliet dateert van 1179, naar de aldaar gevestigde rijkstol op de Bernisse, die dat jaar werd overgedragen aan graaf Floris III van Holland.
Begin 14e eeuw werd Geervliet het bestuurlijk centrum van de heerlijkheid Putten. De heren van Putten bouwden hun versterkte hoeve uit tot het Hof van Putten.
In 1381 werd Geervliet door Zweder van Abcoude stadsrecht verleend. In de middeleeuwen was Geervliet beschermd door stadsmuren, maar later werd het grotendeels verwoest door een brand. Het oude centrum is echter nog steeds te bezichtigen. Ook is er de Bernisse Molen, tevens voormalig restaurant, gebouwd op een voormalige verdedigingstoren die deel uitmaakte van de stadsmuur.
In Geervliet zijn de opnamen gemaakt voor de NCRV-film De Zomer van 1945 en van de AVROTROS serie Flikken Rotterdam.
De gemeente Geervliet, die was ingesteld op 1 januari 1812, werd op 1 januari 1980 opgeheven. Geervliet werd toen een onderdeel van de nieuw ingestelde gemeente Bernisse. Bernisse en Spijkenisse gingen op 1 januari 2015 op in de nieuw ingestelde gemeente Nissewaard.

## Monumenten
Een deel van Geervliet is een beschermd dorpsgezicht.
Zie ook:
- Lijst van rijksmonumenten in Geervliet
- Lijst van gemeentelijke monumenten in Geervliet

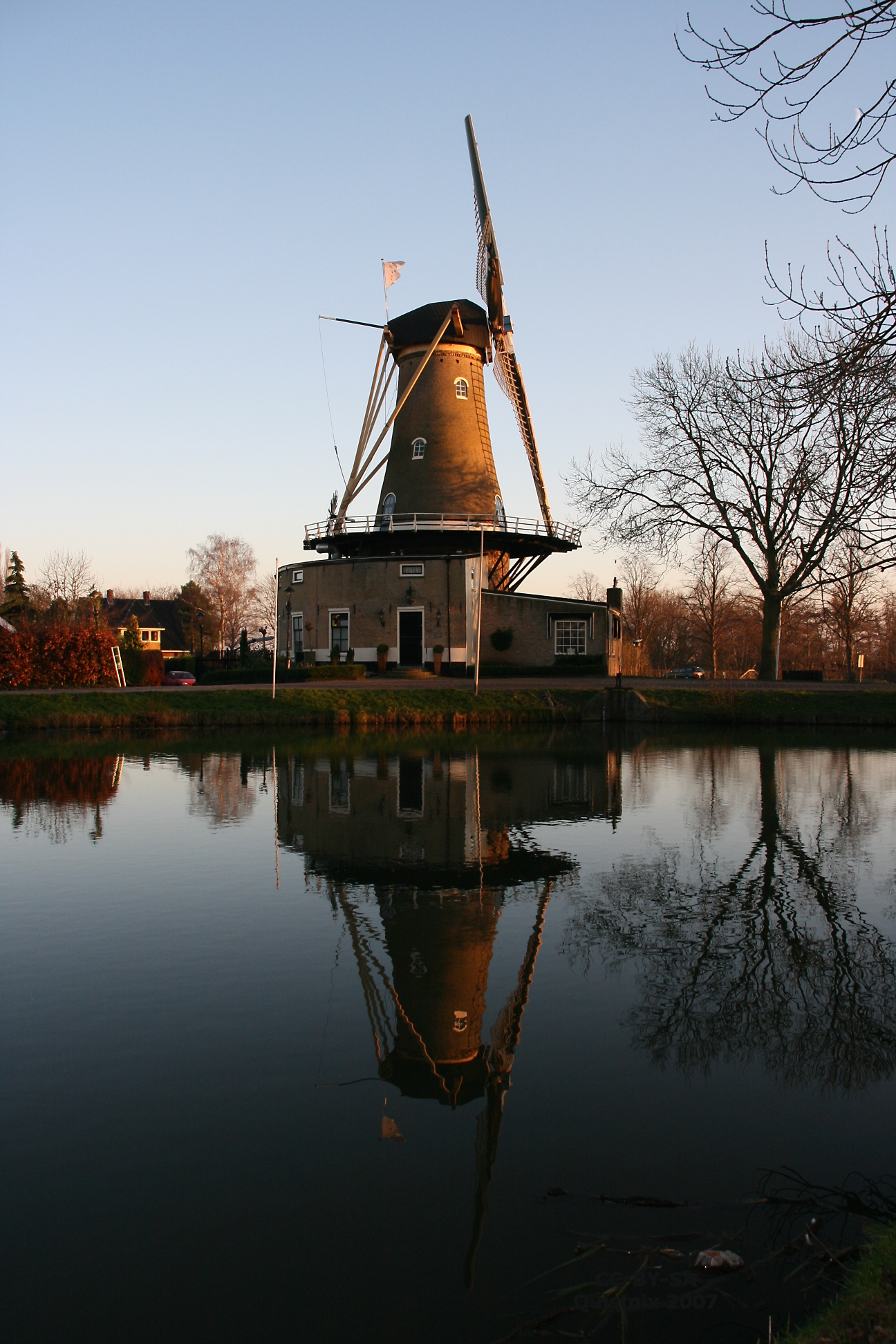
Bernisse Molen
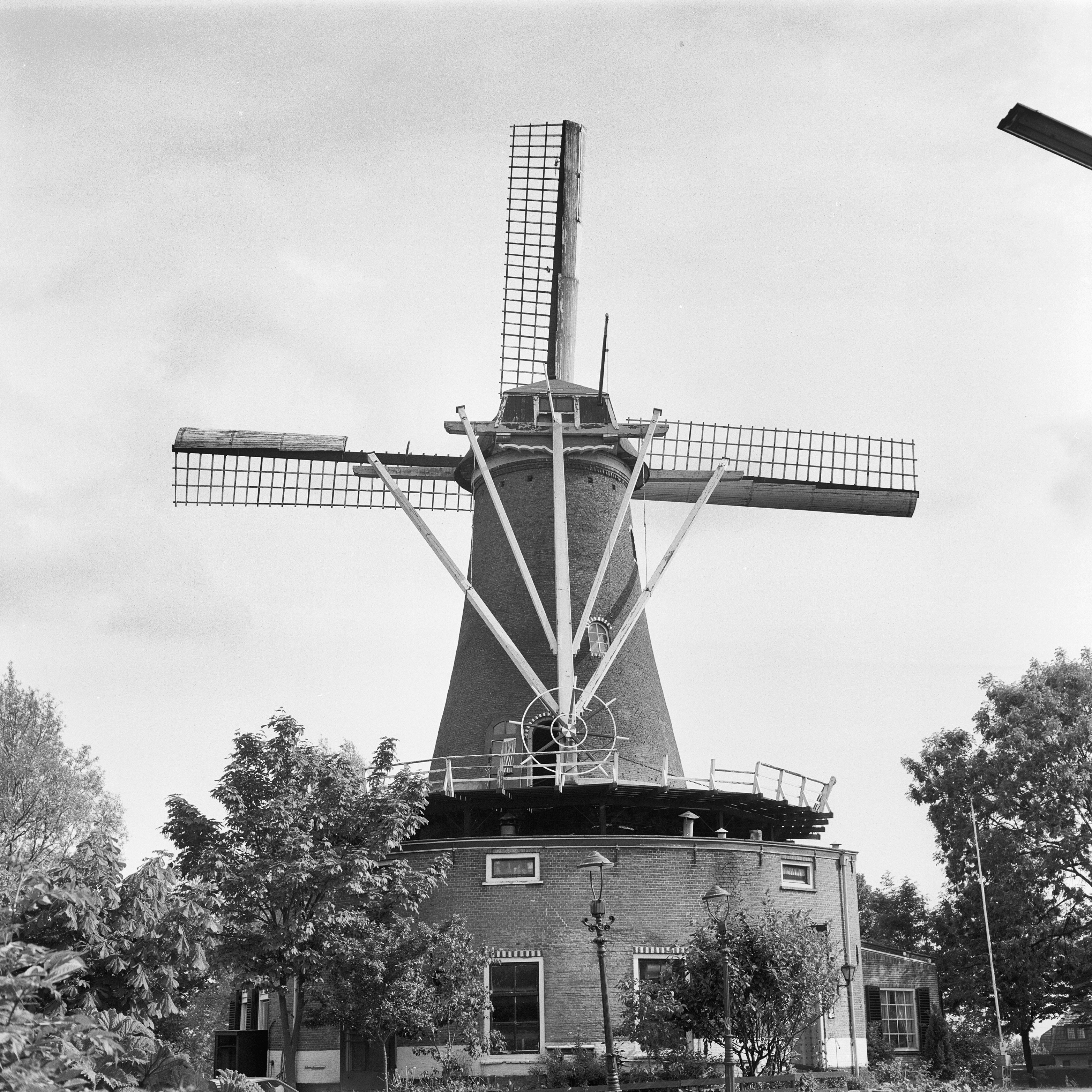
Bernisse Molen, 1984. RCE
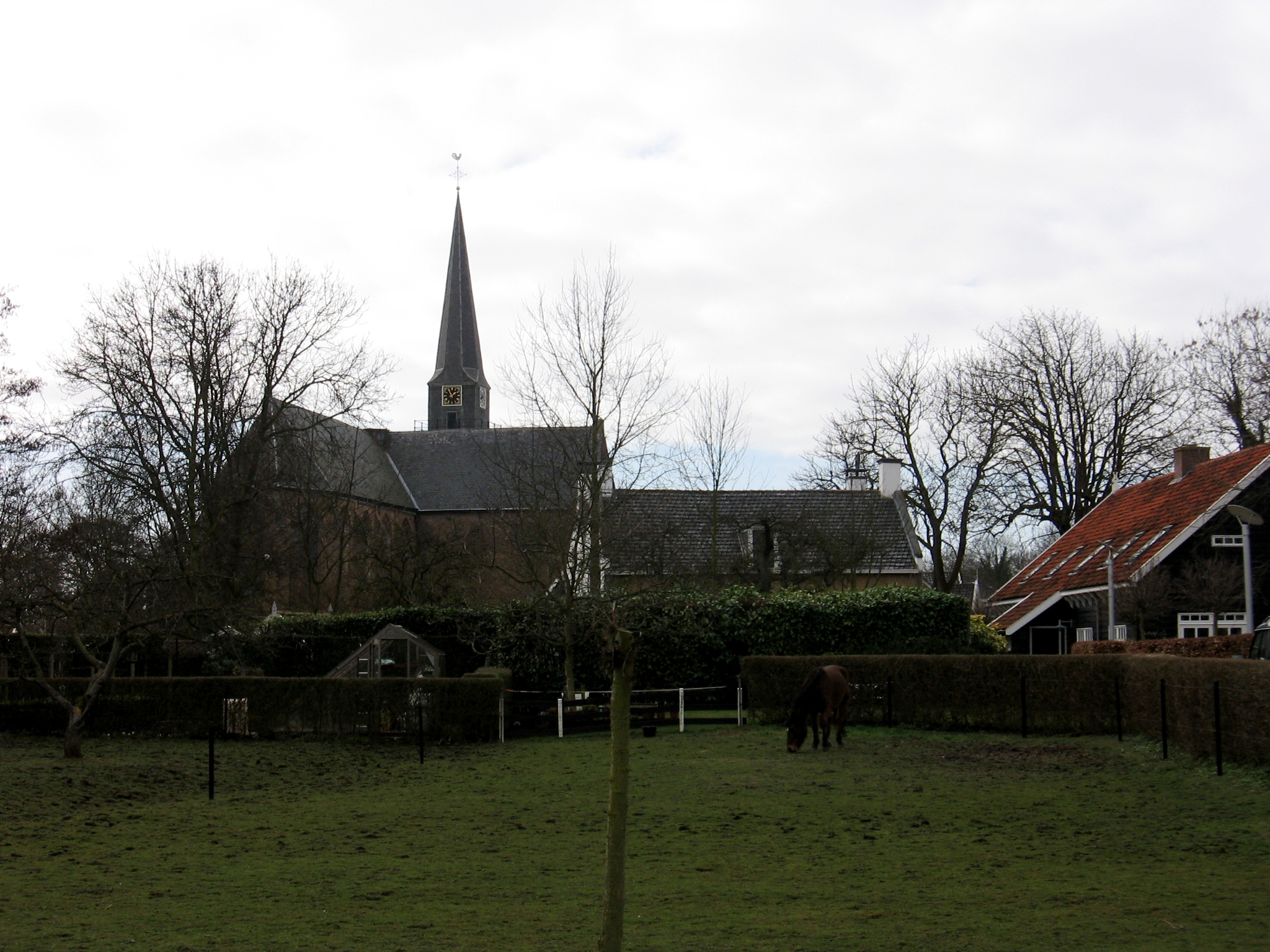
Kerkgebouw

## Geboren
- Willy de Vos (1880-1957), voetballer
- Johannes Proost (1882-1942), kunstenaar, graveur en links politicus
- Maarten Meuldijk (1894-1972), nationaalsocialistisch tekenaar en essayist
- Robin van den Akker (1979), acteur, zanger en danser

## Overleden
- Philippus Baldaeus (1632-1672), predikant